# Ca n'Ametller (Castellar del Vallès)
Ca n'Ametller també conegut com a Mas de la Serra, és un edifici històric al terme de Castellar del Vallès (al Vallès Occidental) de titularitat privada situat a la part més boscosa de la població. En l'actualitat l'edifici es troba dins de l'inventari del patrimoni històric, arquitectònic i ambiental de Castellar.

## Arquitectura
Edifici de gran format per l'addició de volums adossats linealment a ponent i llevant. Presenta un cos principal de planta baixa i dues plantes amb coberts i corrals d'una sola alçada adossats linealment al vessant oposat, conformant un pati clos de grans dimensions. El conjunt resta tancat per dues portalades adovellades en arc rebaixat, la part exterior de ponent presenta una antiga era, i una escala adossada d'accés posterior a cota més elevada. El mas, presenta un carener perpendicular a la façana principal, i dues finestres centrades a la primera planta amb llindes i brancals de pedra sorrenca que tenen un aire renaixentista. El cos adossat a ponent presenta finestres de grans proporcions de maó, amb majorica de la Verge de Montserrat. El conjunt arquitectònic inclou una capella, construïda a l'interior de la masia, dedicada a Sant Josep, per iniciativa del propietari al segle xviii.

## Història
Fou conegut com a Mas de la Serra fins a finals del segle xv. Com a Ca n'Ametller és esmentada el 1712. En el transcurs dels anys ha donat prohoms destacats, principalment en càrrecs públics i polítics: Francesc d'Ametller i Perer (1657-1658-1726) fou polític i jurista borbònic i ministre al Consell de Felip V ponent del Decret de Nova Planta conjuntament amb José Patiño Rosales. Ametller era l'únic fill d'una família camperola benestant, i per tant, l'hereu del patrimoni familiar. Francesc Ametller s'educaria dins l'adscripció pagesa dels seus progenitors. La família provenia, de la pagesia benestant sorgida de la concentració de terres i que va veure consolidat el seu estatus a finals del segle xv amb la sentència arbitral de Guadalupe de 1486.
Aquesta adscripció al món rural del Vallès del segle xvii es mantindria, encara que la carrera professional d'Ametller el portés a viure a Barcelona. De fet, el contracte de masoveria del mas de 1691 hi ha clares referències a aquest fet, i fins i tot hi ha proves documentals, que demostren que Ametller visitava les seves terres, especialment a l'inici de l'estiu per la festivitat de Sant Joan. Un altre il·lustre fou Josep Ametller i Montaner, fill d'aquesta casa, que fou senador de la Reial Audiència al segle xviii. Com la resta de la família, i de fet, com tradicionalment ha estat la població castellarenca, Ametller i Montaner eren devots de Sant Josep. Per aquest motiu fou construïda una capella dedicada a Sant Josep a l'interior de la masia de Ca n'Ametller en el segle xviii. El 1871 Mn. Antoni Vergés i Mirassó la va visitar i en va veure conservada la part de la perspectiva pintada en el cel ras. Hi havia també una imatge de Sant Josep, a sobre de la qual es llegia la següent inscripció: Joseph, fili David, intercede pro nobis. El 1926 s'hi van fer unes reformes, de les quals no en queda res.
La casa actual fou renovada durant els anys 1925-26 i també posteriorment. No és una masia habitada permanentment, però sí conreada més o menys regularment amb productes de secà. En l'actualitat la masia és propietat privada d'una empresa agrícola.